# Walter Benítez (allenatore)
Walter Manuel Benítez Rosales (Jiguaní, 4 gennaio 1972) è un allenatore di calcio ed ex calciatore cubano, di ruolo centrocampista, attuale commissario tecnico della nazionale Under-22 dominicana.

## Carriera
Dal 2012 al 2015 ha allenato la nazionale cubana, guidandola alla vittoria nella Coppa dei Caraibi 2012.

## Palmarès
- Coppa dei Caraibi: 1

2012